# Tanytarsus albiradix
Tanytarsus albiradix är en tvåvingeart som först beskrevs av Jean-Jacques Kieffer 1923.  Tanytarsus albiradix ingår i släktet Tanytarsus och familjen fjädermyggor. Inga underarter finns listade i Catalogue of Life.